# Johnston Green
Johnston Green é uma personagem da série de televisão estadunidense Jericho.

## Sobre
É o prefeito, pai de Jake (com quem tem uma relação conturbada) e Eric. Casado há mais de trinta anos com April, formam uma típica família estadunidense. Pegou pesado durante os primeiros momentos da crise e agora está à beira da morte por causa de uma gripe e depende do auxílio de seus filhos, esposa e alguns amigos para ter uma sobrevida. 
O prefeito teve treinamento como bombeiro, assim como Eric, como se pode ver no trecho em que a escola pega fogo. 
Na briga com Gray ele demonstra conhecimentos de artes marciais, acertando o rival político exatamente no plexo solar e deixando o mesmo sem ação.